# セク・オリセー
セク・オリセー（Sekou Jabateh Oliseh, 1990年6月5日 - ）は、リベリア・モンロビア出身のサッカー選手。元同国代表。ポジションはMF（SH）、FW。大連一方足球倶楽部所属。
叔父は元ナイジェリア代表サッカー選手のサンデー・オリセー。

## 経歴

### 初期の経歴
1990年、リベリアの首都モンロビアで生まれた。1999年にはリベリア内戦が勃発し多くの友人を亡くす。2002年にナイジェリア軍によって救い出されてナイジェリアへ逃れた。難民キャンプで過ごしていた時にチャーチル・オリセーと出会い、フットボールクラブのF.C. Ebedeiに入団した。元々の名前はSekou Jabatehであったが、コーチのチャーチル・オリセーの養子になった事からOlisehが与えられた。2006年、デンマークのFCミッティラントに入団し、2008年にトップチームに昇格をした。2008年10月26日に同クラブでデビューを果たした。

### PFC CSKAモスクワ
2009年8月、ロシアのPFC CSKAモスクワへレンタル移籍をした。同年12月、CSKAモスクワと5年契約を結び完全移籍した。

### 代表
2010年9月5日、アフリカネイションズカップ2012予選のジンバブエ代表との試合でリベリア代表デビューをし、この試合で代表初ゴールを挙げた。

## 所属クラブ
- FCミッティラント 2008-2009

→ PFC CSKAモスクワ 2009 (loan)
- PFC CSKAモスクワ 2010-2015

→ PAOKテッサロニキ 2013-2014 (loan)
→ FCクバン・クラスノダール 2014-2015 (loan)
- アル・ガラファ 2015
- アストラ・ジュルジュ[5] 2016
- 大連一方足球倶楽部 2016-

## タイトル

### クラブ
- PFC CSKAモスクワ
  - ロシア・カップ：1 (2011)